# آرامگاه زین آباد
مقبره زین‌آباد مربوط به اواخر دوره صفوی است و در شهرستان بجستان، روستای زین‌آباد واقع شده و این اثر در تاریخ ۲۲ مرداد ۱۳۸۴ با شمارهٔ ثبت ۱۳۲۷۸ به‌عنوان یکی از آثار ملی ایران به ثبت رسیده است.